# Changes (singel Willa Younga)
Changes – popowa kompozycja autorstwa Willa Younga i Ega White’a zrealizowana na czwarty album studyjny Younga pt. Let It Go (2008). Wrześniem 2008 r. utwór wydano jako inauguracyjny singel promujący ową płytę – początkowo za pośrednictwem Internetu, następnie fizycznie. Premiera singla miała jednak miejsce 28 lipca 2008 r. na antenie stacji radiowej BBC Radio 2.

## Listy utworów i formaty singla
Changes 4-Track Promo
1. „Changes (Chris Lake Vocal)” – 7:07
2. „Changes (Chris Lake Dub)” – 7:07
3. „Changes (Superbass Remix)” – 6:40
4. „Changes (Superbass Dub)” – 6:09

Changes 1-Track Promo
1. „Changes (Radio Edit)”

UK CD-Single
1. „Changes (Radio Edit)”
2. „Let It Go (Album Version)”

UK Download Remix Bundle
1. „Changes (Chris Lake Remix)”
2. „Changes (Superbass Remix)”

## Pozycja na listach przebojów
| Notowanie (2008)    | Najwyższa pozycja |
| ------------------- | ----------------- |
| UK Singles Chart    | 10                |
| Irish Singles Chart | 28                |